# Зіглінда Гофманн
Зіглі́нда Го́фманн (нім. Sieglinde Hofmann; нар. 14 березня 1945, Бад-Кенігсгофен, Нижня Франконія, Німецька імперія) — західнонімецька терористка, членкиня і одна з провідних учасниць ліворадикальної терористичної організації «Фракція Червоної Армії» (RAF) другого покоління.

## Життєпис

### Раннє життя
Після завершення навчання в католицькій школі для дівчат пройшла стажування як медична сестра. Навчалася на соціального працівника в Гейдельберзькому університеті прикладних наук, після чого працювала за фахом у сфері консультування наркозалежних у Фрайбурзькій архієпархії з 1970 року. У 1976 році приєдналася до «Фракції Червоної армії», радикалізувавши свої погляди під час роботи в Соціалістичному колективі пацієнтів у Гейдельберзі.

### Терористична діяльність
Влітку 1976 року разом з іншими членами так званої групи Гаага-Маєра у складі Зігфріда Гаага, Петера-Юргена Боока і Штефана Вишневського пройшла військову підготовку в тренувальному таборі Народного фронту визволення Палестини в Південному Ємені і взяла участь у початковому плануванні «Наступу 77» — серії терактів, метою яких було звільнення членів RAF, що відбували покарання у німецьких в'язницях.
Після арешту Гаага 30 листопада 1976 року у лютому наступного року керівництво RAF на себе перебрала Бріґітте Монгаупт, для якої Гофманн стала довіреною особою і тривалий час виконувала роль своєрідного заступника. Пізніше голова Федерального відомства кримінальної поліції Німеччини описав Гофманн як «керівницю апарату Монгаупт».
Як членкиня найближчого кола керівництва організації Гофманн відіграла ключову роль у планування та здійснені терористичних атак в рамках «Наступу 77» та «Німецької осені». 5 вересня 1977 року вона відкрила вогонь з автомата по кортежу голови професійної спілки Ганса Мартіна Шлеєра, зупинивши його, виштовхнувши дитячий візок на проїжджу частину. Протягом наступних тижнів Гофманн була однією з постійних охоронців Шлеєра під час його викрадення. 

### Ув'язнення і звільнення
11 травня 1978 року Гофманн, разом з Монгаупт, Петером-Юргеном Бооком та Рольфом Клеменсом Вагнером, була заарештована у Загребі під час облави, організованої Федеральним управлінням кримінальної поліції Німеччини.
Незважаючи на політичний тиск з боку Німеччини, 17 листопада Белградський окружний суд відмовив в екстрадиції терористів, посилаючись на відсутність доказів, що могло бути відповіддю на те, що раніше Федеративна Республіка Німеччина відмовилася видавати Югославії хорватських злочинців. Четверо терористів RAF покинули Югославію, вилетівши до Адену в Ємені.
Звідти Гофманн повернулася до Європи навесні 1979 року і влітку того ж року взяла участь у замаху на тодішнього верховного головнокомандувача НАТО в Європі Александра Гейґа, здійснивши підрив його автомобіля в Обурзі поблизу Монса в Бельгії. В результаті атаки Гейґ не постраждав.
У травні 1980 року від імені Монгаупт вела переговори про злиття «Фракції Червоної армії» з «Рухом 2 червня», але була заарештована на конспіративній квартирі в Парижі та екстрадована до Німеччини в обмін на обіцянку не висувати проти неї звинувачення за убивство.
У червні 1982 року Гофманн була засуджена до 15 років позбавлення волі за спробу захоплення заручників, спробу викрадення і членство в терористичній організації. Звинувачення в причетності до спроби викрадення Юргена Понто ґрунтувалося, по суті, виключно на свідченнях ключового свідка Ганса-Йоахіма Деллво. Пізніше з'ясувалося, що вона не була причетна до спроби викрадення Понто, під час якої він був застрелений терористами, і що її засудження за це було судовою помилкою.
Лише після арешту в червні 1990 року членів RAF, які за допомогою Штазі переховувалися в Німецькій Демократичній Республіці, стало відомо про провідну роль Гофманн у RAF та її важливості для організації. У 1995 році, незадовго до її звільнення з в'язниці, їй було висунуто друге звинувачення. Того ж року її засудили до довічного ув'язнення за причетність до викрадення і вбивства Ганса Мартіна Шлеєра і за «відповідальну участь» у невдалому замаху на головнокомандувача НАТО Александра Гейґа — значною мірою на основі свідчень перебіжчиків з НДР.
5 травня 1999 року Гофманн була звільнена з зв'язниці достроково.